# Tom Tancredo

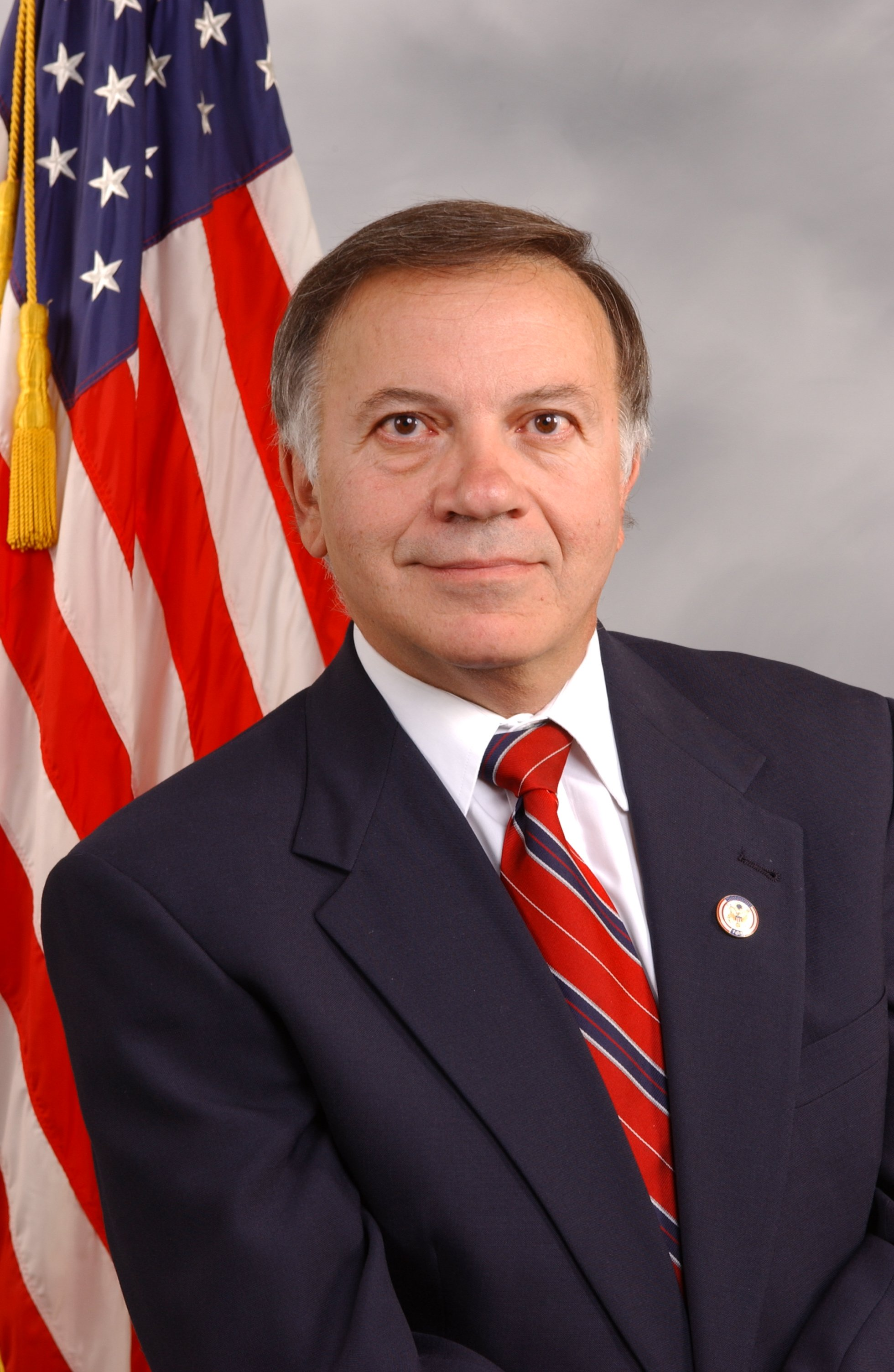
Tom Tancredo

Thomas Gerard „Tom“ Tancredo (* 20. Dezember 1945 in Denver) ist ein US-amerikanischer republikanischer Politiker. Er vertrat von 1999 bis 2009 den 6. Wahlbezirk des Bundesstaates Colorado im Repräsentantenhaus des Kongresses der Vereinigten Staaten. Zuvor war er von 1977 bis 1981 bereits Abgeordneter im Repräsentantenhaus von Colorado.

## Leben
Tancredo gehört dem rechten Flügel der Republikanischen Partei an und ist für seine Gegnerschaft zur illegalen Einwanderung bekannt. Außerdem ist er vehementer Befürworter der Todesstrafe und ein entschlossener Gegner der Abtreibung. Als einer von wenigen Abgeordneten stimmte er gegen einen Gesetzesentwurf, der ein Verbot der Folter an Gefangenen im Krieg gegen den Terror zum Inhalt hatte.
Er war Kandidat für die US-Präsidentschaftswahlen 2008, zog seine Kandidatur aber aufgrund von sinkenden Umfragenwerten und Problemen bei der Vorwahlfinanzierung am 20. Dezember 2007 zurück. In einer Debatte unter den zehn Bewerbern der Republikanischen Partei am 3. Mai 2007 war er einer von drei, die sich dazu bekannten, nicht an die Evolutionstheorie zu glauben (die anderen beiden waren Sam Brownback und Mike Huckabee). Weltweit bekannt wurde er, als er eine bereits 2005 ausgesprochene Drohung, Mekka und Medina, die beiden heiligsten Stätten des Islams, im Falle eines nuklearen Angriffs durch muslimische Terroristen auf die USA auszulöschen, 2007 im Präsidentschaftswahlkampf erneuerte und die Ansicht vertrat, dass ein Kandidat, der die Bombardierung der heiligen Städte des Islams als legitimes Mittel der Abschreckung vor einem Terrorangriff vom Tisch nehme, nicht für das Präsidentenamt geeignet sei.
Tancredo weigerte sich den Voting Rights Act, der die Gleichberechtigung von Rassen bei Wahlen sicherte, zu verlängern. Dieses, unter der Regierung Lyndon B. Johnsons durchgebrachte Gesetz, muss in regelmäßigen Abständen verlängert werden.
Tancredo ist ebenfalls wegen ungewöhnlich starker Kritik am ehemaligen Präsidenten Obama bekannt. In einer Rede am 8. Juli sagte er über ihn: "...die größte Bedrohung für die Vereinigten Staaten, für unsere Freiheit, für unsere Verfassung, für unsere Lebensart; an alles was wir glauben. Die größte Bedrohung für das Land, das unsere Gründungsväter geschaffen haben, ist der Mann, der im Weißen Haus sitzt." Im April 2010 fragte er, warum wir "Obama nicht zurück nach Kenia schicken würden?" Als Student und Republikaner unterstützte Tancredo den Vietnamkrieg.
Er forderte den Kongress auf, ein Impeachment-Verfahren gegen Obama zu beginnen und meinte, sein Hund sei klüger als Obama. 2011 forderte er, dass die USA die exiliranische Widerstandsorganisation Modschahedin-e Chalgh finanziell unterstützen solle.

## Film
Tancredo kommt in einer Szene in dem satirischen Dokumentarfilm Religulous von Bill Maher vor.